# Lien, Krokoms kommun
Se även Lien, Skinnskattebergs kommun.
Lien är en by i Offerdals socken, Krokoms kommun, Jämtland. Byn är belägen på södra sidan om Landösjön och nås via Önet eller Tångeråsen. Byn omtalas första gången år 1529 då en Jon j Lidh bodde här. Byn ligger på en sluttning (lid). 
Liksom flera andra områden runt Landösjön är Lien känt för sina skiffertillgångar. År 1951 grundade Gusta Stenförädlingsverk i Brunflo dotterbolaget AB Offerdalsskiffer, vilket öppnade ett skifferbrott i Lien. Detta köptes år 1971 av Skifferbolaget AB. Skifferbrytningen i Lien har numera upphört. 
I Lien finns en minnessten från år 2000 till minne av den norsk-amerikanska Norso-gruppens luftlandsättning i mars 1945. Fem amerikanska fallskärmssoldater som skulle utföra ett uppdrag i det av tyska trupper ockuperade Norge blev av misstag nedsläppta på Landösjöns is utanför Lien.